# Сорокина, Евгения Александровна
Евгения Александровна Сорокина (родилась 2 августа 1990) — российская хоккеистка на траве, защитница клуба «Динамо-Гипронииавиапром». Мастер спорта России международного класса.

## Биография
Выступает за казанский клуб «Динамо-Гипронииавиапром». С 2015 года провела 107 игр, забила 33 гола (в том числе 21 с игры и 12 со штрафных угловых), отмечена 16 зелёными и 9 жёлтыми карточками. Действующий спортсмен-инструктор клуба. В составе женской сборной России стала серебряным призёром летней Универсиады в Казани: в матче группового этапа, в котором россиянки проиграли Корее 1:2, забила единственный гол команды. В составе российской сборной играла на чемпионате Европы 2019 года (сыграла 5 матчей, заняла со сборной 7-е место).
Награждена медалью Республики Татарстан «За доблестный труд».